# Orbital Maneuvering System

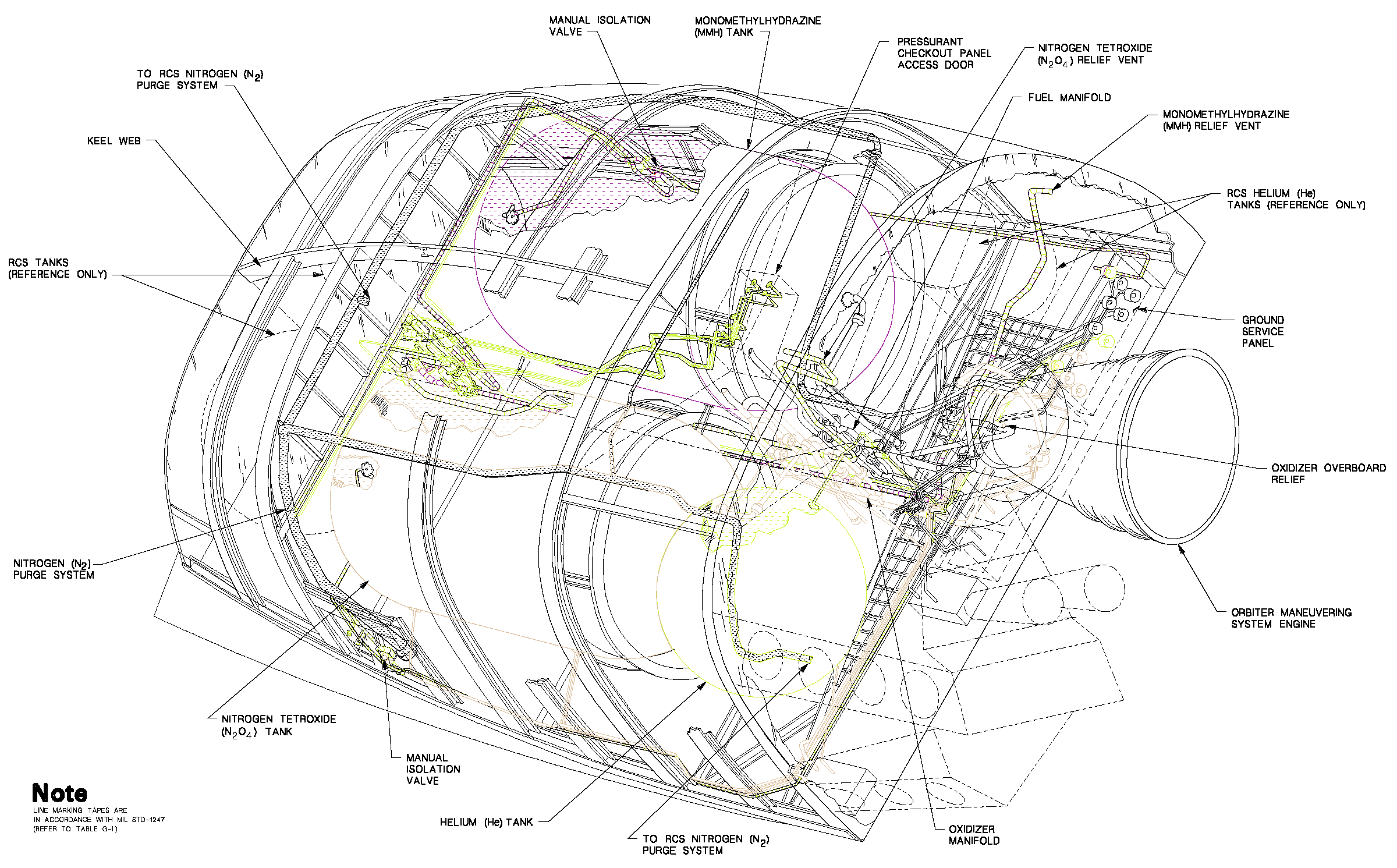
Schema del sistema OMS.

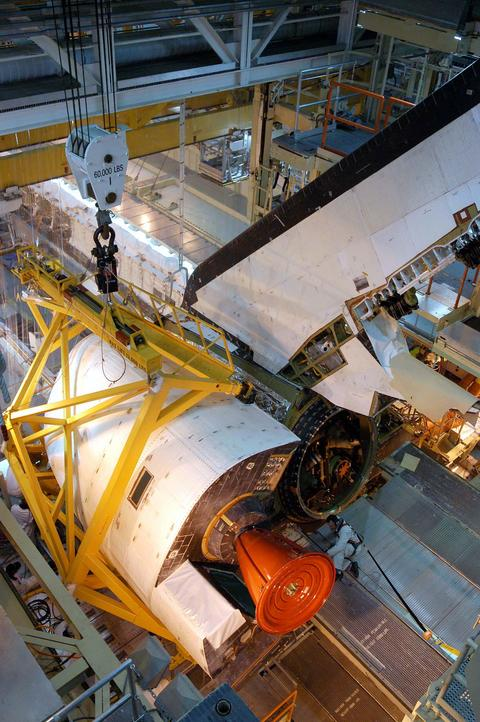
L'O.M.S. è coperto durante la manutenzione dello Shuttle.

L'Orbital Maneuvering System, o OMS, è un sistema di motori a razzo usati dall'orbiter dello Space Shuttle per l'inserimento in orbita e per le successive manovre orbitali.
Esso consiste in due sistemi posti sul retro dello Shuttle, ai lati dello stabilizzatore verticale. Ogni sistema contiene un unico motore a combustibile ipergolico, basato sul Service Propulsion System del modulo di servizio dell'Apollo. Ognuno è dotato di una spinta di 27 kN e un impulso specifico di 313 secondi. Inoltre esso è progettato per essere riutilizzato per 100 missioni e può sostenere 1.000 accensioni e 15 ore di funzionamento. 
Il complesso dell'OMS contiene anche un set di motori reaction control system (RCS) per le manovre di assetto, così il sistema complessivo è spesso chiamato OMS/RCS. 
Il combustibile usato è la monometilidrazina (MMH) e il tetrossido di diazoto (N2O4) come ossidante. Lo Shuttle ha abbastanza carburante per il sistema OMS da permettere circa 300 m/s di delta-V.
In base al profilo della fase di ascesa della missione, l'OMS può essere utilizzato per aiutare l'accelerazione verso l'orbita stabilita.
L'OMS è utilizzato, infine, per decelerare l'orbiter per permettergli di rientrare sulla Terra a fine della missione.